# Davao Occidental
Koordinaten: 6° 5′ N, 125° 40′ O
Davao Occidental (Cebuano: Kasadpang Dabaw) ist die 81. und neueste Provinz auf den Philippinen. Sie ist Teil der Davao-Region auf der Insel Mindanao. Die Hauptstadt ist die Gemeinde Malita. Im Osten liegt der Golf von Davao. Sie teilt auch eine Wassergrenze mit der indonesischen Provinz Nord-Sulawesi im Süden. Davao Occidental umfasst eine Gesamtfläche von 2.163,45 Quadratkilometern an der Südwestspitze von Mindanao. Die Provinz grenzt im Nordwesten an Davao del Sur und im Westen an Sarangani.
Die Topografie von Davao Occidental ist hügelig, schroff und abfallend. Fast die gesamte Provinz besteht aus Bergen. Die Ostküste besteht aus Klippen und Stränden mit Hügeln direkt dahinter. Kokospalmen und Hartholzbäume dominieren meist das Festland der Provinz.

## Geschichte
Davao Occidental wurde durch den am 23. Juli 2013 erlassenen Republic Act 10360 geschaffen, der fünf der acht Gemeinden umfasst, die den 2. Kongressbezirk von Davao del Sur bildeten und zu einer neuen Provinz erklärt wurden. RA 10360 wurde am 28. November 2012 vom Repräsentantenhaus und am 5. Dezember 2012 vom Senat verabschiedet und am 14. Januar 2013 von Präsident Benigno Aquino III unterzeichnet. Eine Volksabstimmung fand am 28. Oktober 2013 zusammen mit den Lokalwahlen statt und mit einer Mehrheit der abgegebenen Stimmen wurde die Schaffung der Provinz bestätigte.
Das Motiv für die Gründung der Provinz bestand darin, die wirtschaftliche Lage und den sozialen Fortschritt der Gemeinden zu fördern. Senator Ferdinand Marcos Jr., der die Gründung von Davao Occidental gefördert hatte, sagte, dass die Entfernungen von Digos, der Provinzhauptstadt von Davao del Sur, zu anderen Gemeinden im zweiten Kongressbezirk weit entfernt seien, was sowohl die effektive Bereitstellung von Versorgungsdiensten beeinträchtige als auch den Zugang zu Regierungsbüros. Der Vertreter von Davao del Sur, Marc Douglas Cagas, betrachtete die Gründung der Provinz jedoch als nichts anderes als Gerrymandering aus politischen Zwecken.
Regierungsbeamte von Davao del Sur übten mit Unterstützung des Innenministeriums und der lokalen Regierung die Gerichtsbarkeit über Davao Occidental aus, bis die gewählten lokalen Beamten der Wahlen 2016 ihr Amt antraten.

## Verwaltungsgliederung
Die Provinz setzt sich aus folgenden 5 Gemeinden zusammen:
- Don Marcelino
- Jose Abad Santos
- Malita
- Santa Maria
- Sarangani

## Wirtschaft
Die Hauptindustrien in Davao Occidental sind Aquakultur und Landwirtschaft. Zu den wirtschaftlichen Produkten in der Provinz zählen Fisch, Bananen und Kokosnüsse, die dann in mehrere große Städte im Süden von Mindanao exportiert werden, einschließlich Davao City. Reisanbau ist aufgrund der bergigen und dicht bewaldeten Natur nur auf die wenigen flachen Gebiete in der Provinz beschränkt.
Die Hauptstadt Malita ist das wichtigste Handelszentrum der Provinz.
Der Tourismus gewinnt in der Provinz zunehmend an Bedeutung. Potenzielle Reiseziele konzentrieren sich hauptsächlich auf die Küstenstrände der Provinz und die Inseln Sarangani und Balut im Süden.

## Infrastruktur
Davao Occidental ist nur teilweise von Hauptstraßen erschlossen. Busse, Jeepneys und Personenwagen, die aus den Städten Davao und Digos kommen und diese bedienen, sind die wichtigsten Verkehrsträger in der Provinz. Boote dienen als primäres Seetransportmittel für Küstengebiete, die noch nicht über Straßen verfügen und die Inselgemeinde Sarangani.